# Oléagineux
 (décembre 2023).
Si vous disposez d'ouvrages ou d'articles de référence ou si vous connaissez des sites web de qualité traitant du thème abordé ici, merci de compléter l'article en donnant les références utiles à sa vérifiabilité et en les liant à la section « Notes et références ».

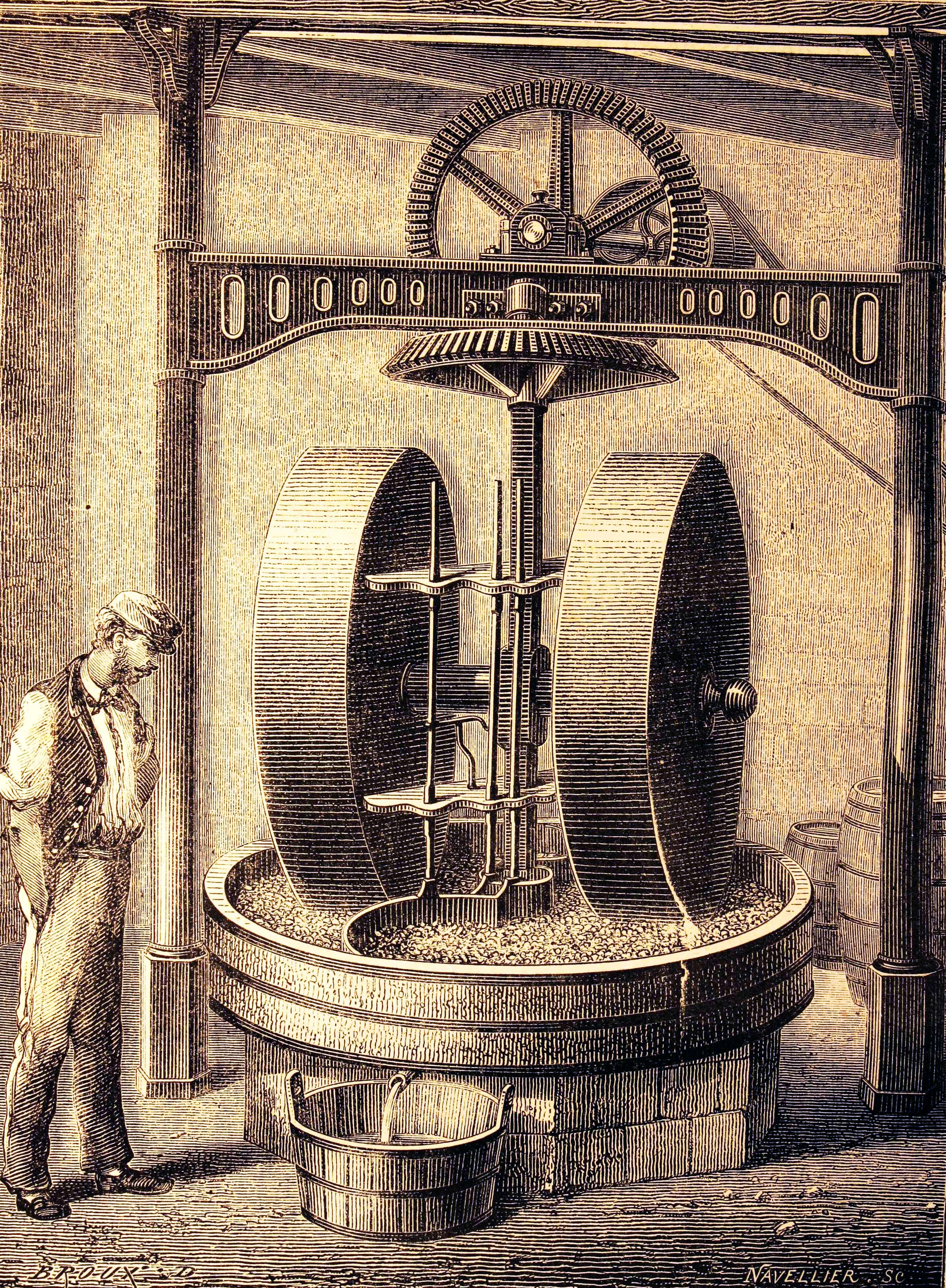
Moulin industriel au XIXe siècle.

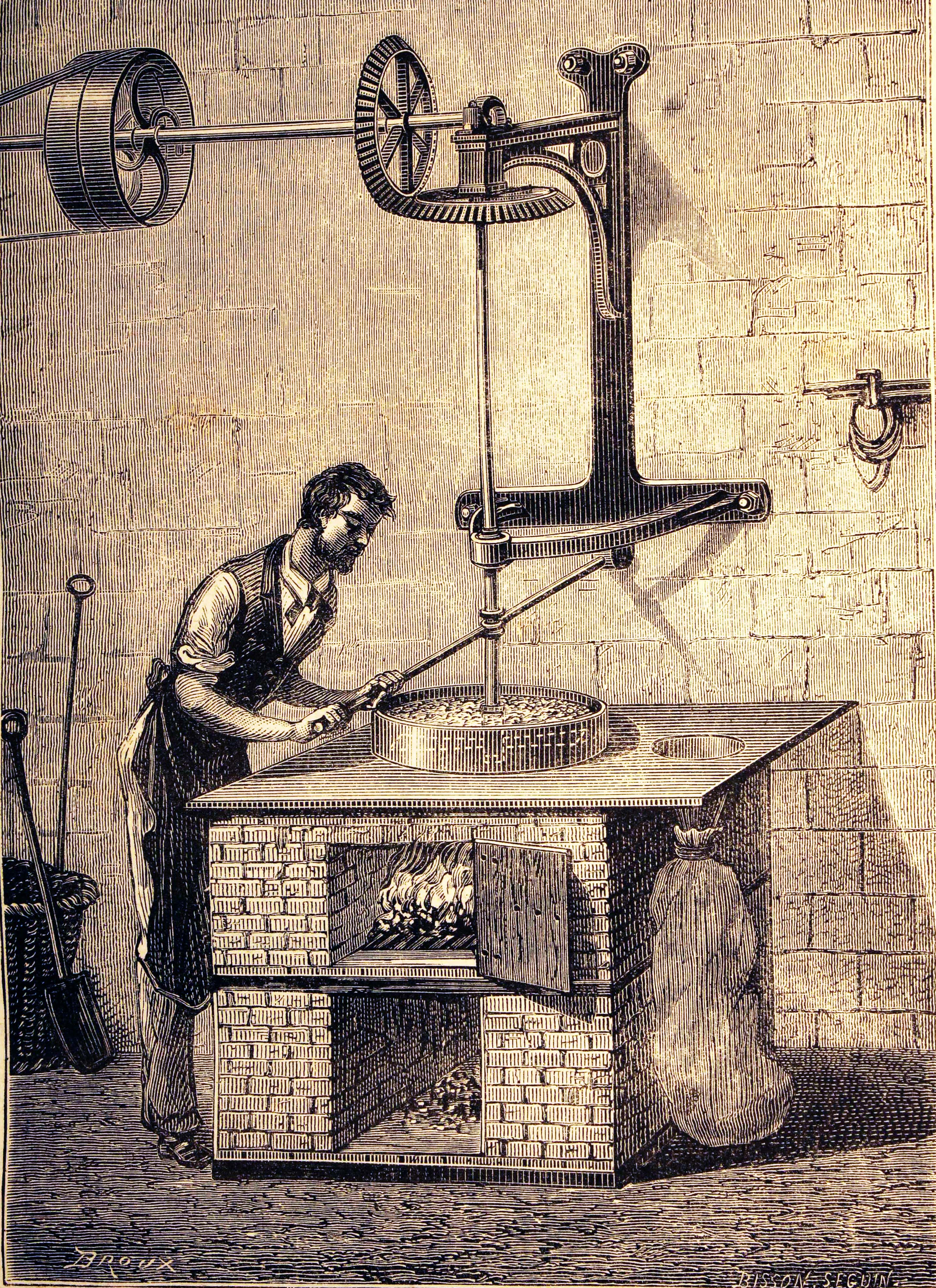
Chauffoir au XIXe siècle.

Les oléagineux sont des plantes cultivées spécifiquement pour leurs graines ou leurs fruits riches en matières grasses, dont on extrait l’huile pour un usage alimentaire, énergétique ou industriel, par un procédé appelé trituration, au cours duquel les graines sont broyées et pressées, laissant alors un coproduit appelé tourteau d’oléagineux, généralement recyclé dans l'alimentation animale.
On distingue :
- les graines oléagineuses, issues de plantes cultivées spécifiquement pour la production d'huile : colza, tournesol, arachide, soja, sésame, ou pour leurs pépins et dont l'huile est un produit accessoire : cotonnier, lin ; certaines graines peuvent être consommées sous forme de graines germées (tournesol, soja) ou en farine fraîchement moulues ajoutées dans diverses recettes (lin), ou simplement séchées (tournesol, courge), ou encore sous forme de tofu (soja) ;
- les fruits oléagineux produits par des arbres : palmier à huile, olivier, cocotier (coprah), noyer, noisetier, avocatier, amandier.

On peut extraire de l'huile de pratiquement toutes les graines, mais cette extraction est souvent d'une importance limitée. Exemples : huile de pépins de raisin, huile de pépins de courge, huile de graines de pavot etc.
Certains oléagineux, riches également en protéines, sont appelés « oléo-protéagineux ». Exemple : le soja. De façon analogue, les plantes cultivées pour leur apport en protéines sont appelées protéagineux. Ce sont essentiellement des légumineuses.

## Principaux oléagineux

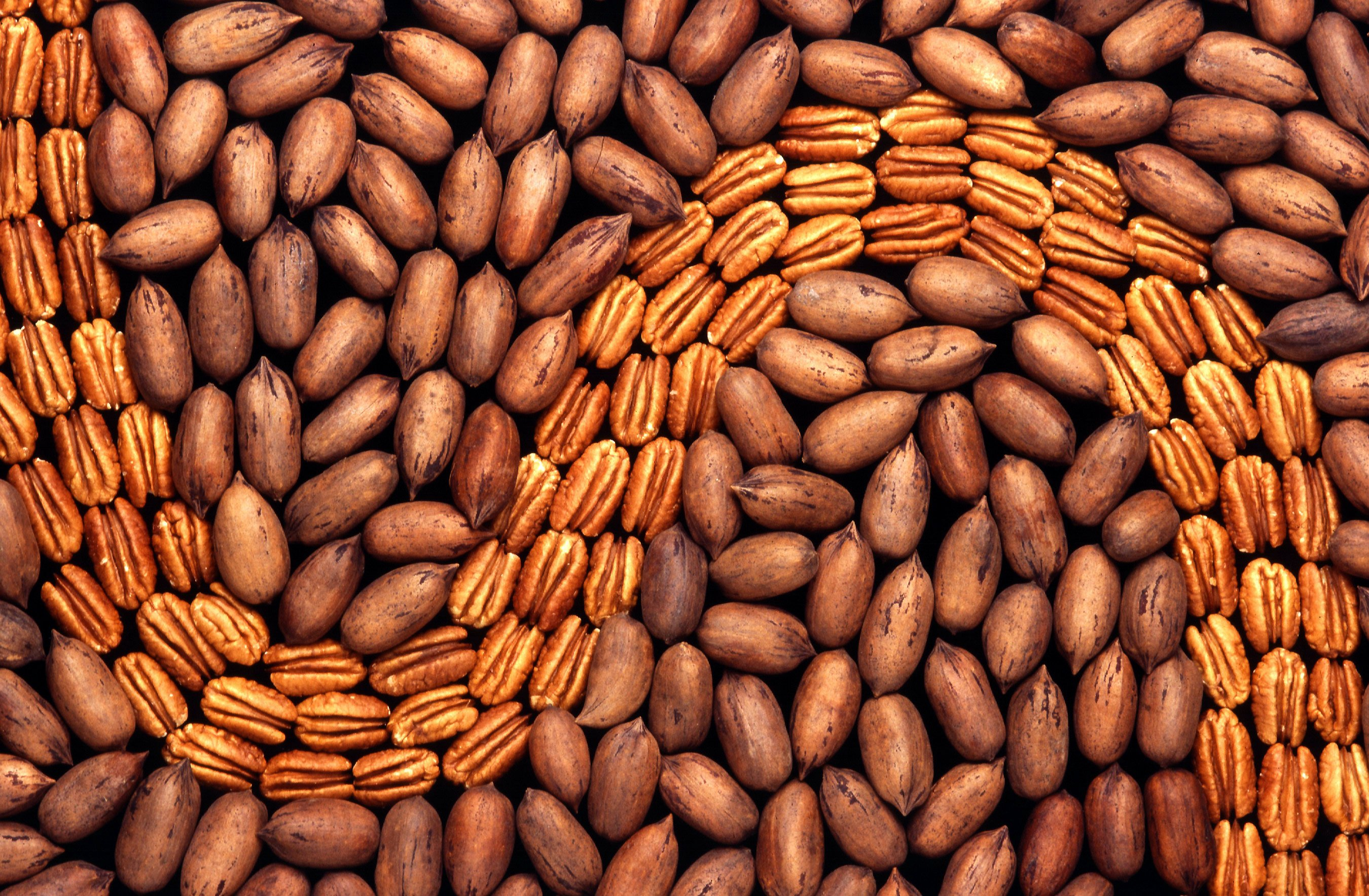
Récolte de noix de pécan.

| Plante          | Nom scientifique    | Famille       | Organe | Matière grasse                 | Utilisation |
| --------------- | ------------------- | ------------- | ------ | ------------------------------ | --- |
| Abrasin         | Vernicia fordii     | Euphorbiaceae | Graine | Huile d'abrasin, huile de tung | Calfatage des bateaux de bois, enduit de protection pour bois (meubles, charpente), métal (armes) etc. Matière médicale chinoise. Insecticide |
| Arachide        | Arachis hypogaea L. | Fabaceae      | Graine | Huile d'arachide               | Huile de table, margarine, savonnerie, tourteaux, biodiesel (diester)                                                                         |
| Cacaoyer        | Theobroma cacao     | Sterculiaceae | Graine | Beurre de cacao                | Chocolat, pharmacie, cosmétiques |
| Colza           | Brassica napus      | Brassicaceae  | Graine | Huile de colza                 | Huile de table, huile siccative, tourteaux |
| Cotonnier       | Gossypium barbadens | Malvaceae     | Graine | Huile de coton                 | Divers, tourteaux |
| Olivier         | Olea europaea       | Oleaceae      | Fruit  | Huile d'olive                  | Huile de table, savonnerie |
| Ricin           | Ricinus communis    | Euphorbiaceae | Graine | Huile de ricin                 | Pharmacie, lubrifiant, huile siccative, industrie chimique                                                                                    |
| Sésame          | Sesamum indicum     | Pedaliaceae   | Graine | Huile de sésame                | Cuisine, pâtisserie |
| Soja            | Glycine max         | Fabaceae      | Graine | Huile de soja                  | Huile de table, parfumerie, savonnerie, tourteaux                                                                                             |
| Tournesol       | Helianthus annuus   | Asteraceae    | Graine | Huile de tournesol             | Huile de table, huile siccative, tourteaux |
| Palmier à huile | Elais guineensis    | Arecaceae     | Fruit  | Huile de palme                 | Margarine, savonnerie, biocarburant, tourteaux                                                                                                |
| Lin             | Linum usitatissimum | Linaceae      | Graine | Huile de lin                   | Huile de table, huile siccative, médicinale                                                                                                   |

## Histoire
Les oléagineux ont été exploités et apprêtés au moyen de diverses techniques, selon leur évolution.